# Hansa-Brandenburg W.29
Le Hansa-Brandenburg W.29 est un hydravion à flotteurs monoplan à aile basse de la Première Guerre mondiale. Il est dérivé du Hansa-Brandenburg W.12. Son autonomie était de 4 heures.